# مقاطعة يافا وعسقلان
مقاطعة يافا وعسقلان كانتا واحدة من الدول الأربع التي تشكل الدول الصليبية الرئيسية لمملكة بيت المقدس، وفقًا لمعُلق القرن الثالث عشر جون بن إبلين.

## تاريخ
تم تحصين يافا على يد جودفري ملك بولون بعد الحملة الصليبية الأولى عام 1100 ، وطالب بها داغوبرت من بيزا، أول بطريرك لاتيني، دون جدوى. ظلت جزءًا من المُلكية الملكيّة حتى تم منحها إلى هيو من لو بويزي في عام 1110. عندما تمرد هيو الثاني ضد فولك ملك بيت المقدس عام 1134 ، تم تقسيم المقاطعة إلى عدد من الحيازات الأصغر، وأصبحت يافا نفسها نطاقًا ملكيًا. سرعان ما تم تحديدها على أنها مُلك أباناج نجل فولك الثاني، عموري الأول. بعد حصار عسقلان عام 1153، غزاالملك بالدوين الثالث، ابن فولك الأول، عسقلان، وأضيف إلى أراضي شقيقه عموري.
لقد انتقلت إلى السيطرة الملكية المباشرة وتنقلت بينهم عندما كان حاملوها أزواجًا أو أقاربًا مقربين للعاهل الحاكم أو الوريث الملكي آنذاك، أو كان حق الانتفاع بها تذهب إلى أحد أفراد العائلة المالكة. في تلك الفترة، كانت تنتج عادةً دخلاً لشخص واحد أو عدة أفراد من عائلة عموري الأول. في عام 1221، أُعطت إلى والتر الرابع ملك برين من عمه جان دي بريين
،وكان والتر متزوجًا من حفيدة الملك عموري الثاني، الذي كان قد اتخذ المقاطعة خلفًا لأخيه الملك جاي. حوالي عام 1250 تم تسليمه إلى فرع من عائلة إبلين. مع استيلاء الظاهر بيبرس على يافا عام 1268، أصبحت المقاطعة اسمية. أعاد جيمس الثاني ملك قبرص والقدس إلى جون بيريز فابريس.

## مناطق تابعة ليافا
كان لبلدية يافا وعسقلان عدد من التوابع الخاصة بها:
- الرملة
- إبلين
- ميرابيل (مجدل يابا اليوم)

## حاكمو يافا وعسقلان
- روجر وجيرارد (1100)
- بالدوين الأول (1100-1110)
- هيو الأول ملك يافا (1110-1118)، ابن عم الملك بلدوين الثاني ملك القدس
- ألبرت نامور (1118-1122)، زوج الأم والوصي على هيو الثاني
- هيو الثاني ملك يافا (1122-1134)
- ميليسندا (1134–1151) مع زوجها فولك ملك بيت المقدس (1131-1143) وابنها بالدوين الثالث (1143-1151)
- عموري الأول (1151-1174)
- بلدوين الرابع (1174-1176)
- سيبيلا ملكة أورشليم (1176–1190) مع زوجها ويليام من مونفيراتو (1176-1177) وغي دي لوزينيان (1180-1191)
- جيفري من لوزينيان (1191-1193)، شقيق غي دي لوزينيان
- عموري الثاني (1193–1205) وزوجته إيزابيلا ملكة أورشليم (1197–1205)
- ماريا من مونفيراتو (1205–1212) وزوجها جان دي بريين (1210–1212)
- إيزابيلا الثانية ملكة بيت المقدس (1212-1221) ، تحت وصاية والدها جان دي بريين
- والتر الرابع دي برين (1221-1244)، ابن شقيق جان دي بريين وزوج حفيدة عموري الثاني جون من إبلين (1244-1266)
- جون دي إبلين (1244-1266)، ابن فيليب دي إبلين، الأخ غير الشقيق لإيزابيلا الأولى
- جيمس دي إبلين، ابن جان (1266-1268)

## القاب
- جيمس دي إبلين (1268–1276)
- غي دي إبلين (1276-1304)
- هيو دي إبلين (1304-1349)
- بليان الثاني دي إبلين (1349-1352)
- غي دي إبلين (1352-1353)
- بليان دي إبلين (1353-1365)
- جون دي إبلين (1365-1367)
- ماري دي إبلين (مع ريجنير لو بيتي) (1367)
- فلورين (1450)
- جاك دي فلوري (1463)
- جون بيريز فابريس
- لويس بيريز فابريس
- جورج كونتارين
- جورج كونتارين الثاني (1579)